# 디카페오일퀴닉산
디카페오일퀴닉산(Dicaffeoyl quinic acid) 또는 시나린(Cynarine,Cinarine)은 하이드록시신남산 유도체이며 아티초크(Cynara cardunculus)의 생물학적 활성 화학 성분인 피토케미칼이다.
화학적으로 퀴닉산(quinic acid)과 2개의 카페익산(caffeic acid) 단위로 구성된 에스테르이다.

## 상추
일부 상추(Lettuce, 학명: Lactuca Sativa)의 종들에서 쿠마로일퀴닉산(coumaroylquinic acid)와 함께 디카페오일퀴닉산(Dicaffeoyl quinic acid)이 일정 성분 함유되어있다고 보고되고있다. 쿠마로일퀴닉산(p-coumaroylquinic acid)는 8~20mg/g 및 디카페오일퀴닉산(3,4-Dicaffeoyl quinic acid) 2~4mg/g으로 평균치를 보인다고 알려져있다.

## 펍켐CID
펍켐의 CID는 5281769이다.
|      |
| 예시 |

## 같이 보기
- 카페인
- 클로로겐산